# Băbiciu
Băbiciu è un comune della Romania di 2 288 abitanti, ubicato nel distretto di Olt, nella regione storica dell'Oltenia.